# Удо I (граф на Ветерау)
Удо I (на немски: Udo I von der Wetterau, Odo, * 895/900, † 12 декември 949) от фамилята на Конрадините е от 914 г. граф на Ветерау, 917 и 948 г. граф в Рейнгау, 918 г. граф в Лангау.
Удо I е син на Гебхард († 22 юни 910), херцог на Лотарингия и на съпругата му Ида. Удо I е по-голям брат на Херман I († 948), който през 926 г. става херцог на Швабия. Той е братовчед на източнофранкския крал Конрад I и близък роднина на Ода (съпруга на император Арнулф Каринтийски) и на Лудвиг Детето.
Баща му е убит през юни 910 г. в боевете против унгарците близо до Аугсбург и след него херцог става Регинхар I (910 – 915).
На 2 октомври 939 г. Удо заедно с братовчед му Конрад Курцболд, граф в Нидерлангау, побеждава в битката при Андернах двамата херцози, братовчед им Еберхард от Франкония и Гизелберт от Лотарингия, които са въстанали против краля и по-късния император Ото I. Еберхард е убит в битката, а Гизелберт се удавя по време на бягството му в Рейн.
Удо наследява от братовчед му Еберхард неговите алоди, но не и херцогската му титла. Крал Ото му благодари за неговата лоялност като му разрешава да подели своите подаръци и графства между синовете му, все едно че са негови собствени наследствени земи. През 949 г. Удо наследява и своя братовчед Конрад Курцболд. Той е основател на манастир Наумбург във Ветерау.

## Фамилия
Удо I се жени за Кунигунда (Кунéгонда) от Вермандоа († сл. 943), дъщеря на граф Хериберт I (Каролинги). Тя е праправнучка на Карл Велики. Удо има четири деца:
- Хериберт фон Ветерау (* 925, † 992), пфалцграф, 949 граф на Ветерау и 976 на Графство Глайберг
- Гебхард († 938), убит в битка
- Удо II († 982), като Удо IV епископ на Страсбург (950 – 965)
- Юдит (* ок. 925, † 16 октомври 973, графиня на Щаде

Вероятно бащинство:
- Конрад, херцог на Швабия († 997)